# Tupoljev
A Tupoljev Nyrt. (oroszul: ОАО Туполев) Oroszországban működő, repülőgépek és védelmi felszerelések tervezésével és gyártásával foglalkozó vállalat, a 156. sz. repülőgépgyár (később MMZ Opit) és a Tupoljev-tervezőiroda (OKB–156) utóda. Az általa tervezett és gyártott repülőgépek a Tu típusjelzést használják. A többi nagy orosz állami repülőgépgyártóhoz hasonlóan folyamatban van a 2006-ban létrehozott Egyesített Repülőgépgyártó Vállalatba (OAK) történő integrálása.
A vállalat központja Moszkvában, a Jauza folyó partján található. Az egykori MMZ Opitnak helyet adó fő üzemcsarnokot azonban 2007-ben elárverezték a vállalat adósságai miatt. A Zsukovszkij repülőtéren, valamint a nagy sorozatú gyártással foglalkozó vidéki repülőgépgyáraknak helyet adó városokban, Voronyezsben, Uljanovszkban, Kazanyban és Szamarában is rendelkezik kirendeltségekkel. A Tupoljevhez tartozik a vállalat fő gyártó bázisa, az uljanovszki AVIASZTAR repülőgépgyár.

## Története

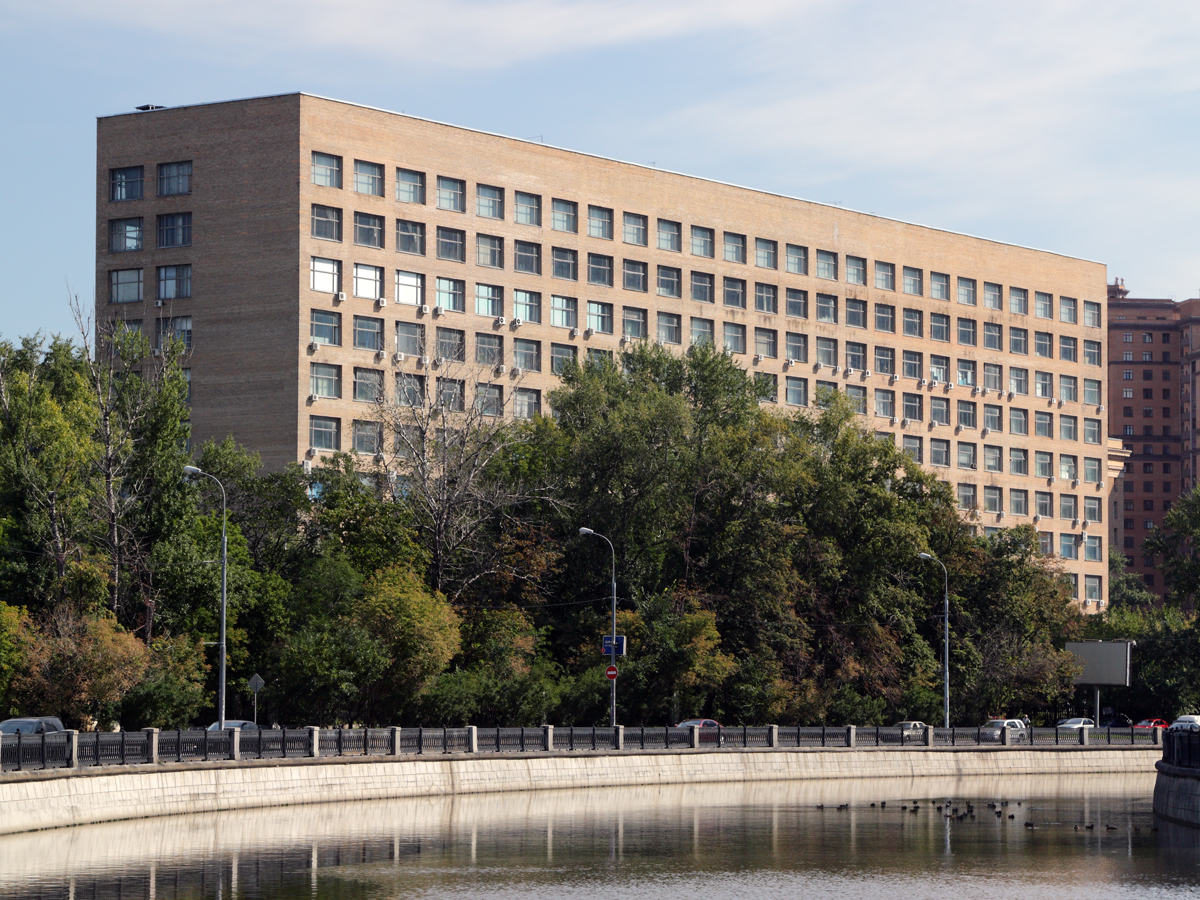
A Tupoljev központja Moszkvában

A vállalat története 1922-ig nyúlik vissza, amikor a Központi Aero- és Hidrodinamikai Intézetben (CAGI) Andrej Tupoljev vezetésével létrehoztak egy csoportot, melynek feladata a fémépítésű repülőgépek tervezése volt. A csoport később tervezőirodává alakult és műhellyel is rendelkezett, amely 1926-tól kísérleti üzem lett. A Tupoljev vezette tervezőiroda első repülőgépe az 1923-ban megépített ANT–1 volt.
1936-ban a tervezőiroda és a kísérleti üzem kivált a CAGI-ból, és ezekből létrehozták a Nehézipari Népbiztosság irányítása alá tartozó 156. sz. repülőgépgyárat. 1938–1941 között a gyár területén működött az NKVD 29. sz. központi tervezőirodája (CKB–29) is, ahol a sztálini tisztogatások alatt letartóztatott repülési szakemberek  dolgoztak (köztük Tupoljev is). 1941-ben, a Szovjetunió elleni német támadás után a 156. sz. repülőgépgyárat Omszkba evakuálták, ahol más üzemekkel összevonva 166. sz. repülőgépgyárként működött. Tupoljev tervezőirodája is az omszki gyárban dolgozott. A tervezőiroda és a 156. sz. repülőgépgyár 1943 közepén tért vissza Moszkvába.
A 156. sz. repülőgépgyár részeként működő tervezőirodát (OKB–156) Andrej Tupoljev vezette 1973-ban bekövetkezett haláláig. Ezt követően fia, Alekszej Tupoljev vette át a tervezőiroda irányítását. Az iroda később felvette alapítója nevét, és Tupoljev-tervezőiroda (OKB Tupoljev) néven működött.
A prototípusok és kísérleti repülőgépek építését végző 156. sz. repülőgépgyárat az 1970-es években átnevezték „Opit” Moszkvai Gépgyár (MMZ Opit) névre, majd 1989-ben az A. N. Tupoljev Repülőgépipari Tudományos-ipari Komplekszum (ANTK Tupoljev) nevet vette fel. A vállalat 1992-ben nyílt részvénytársasággá alakult és a Tupoljev Nyrt. nevet használja.

## Repülőgépei

### Korai, dugattyús motoros repülőgépek

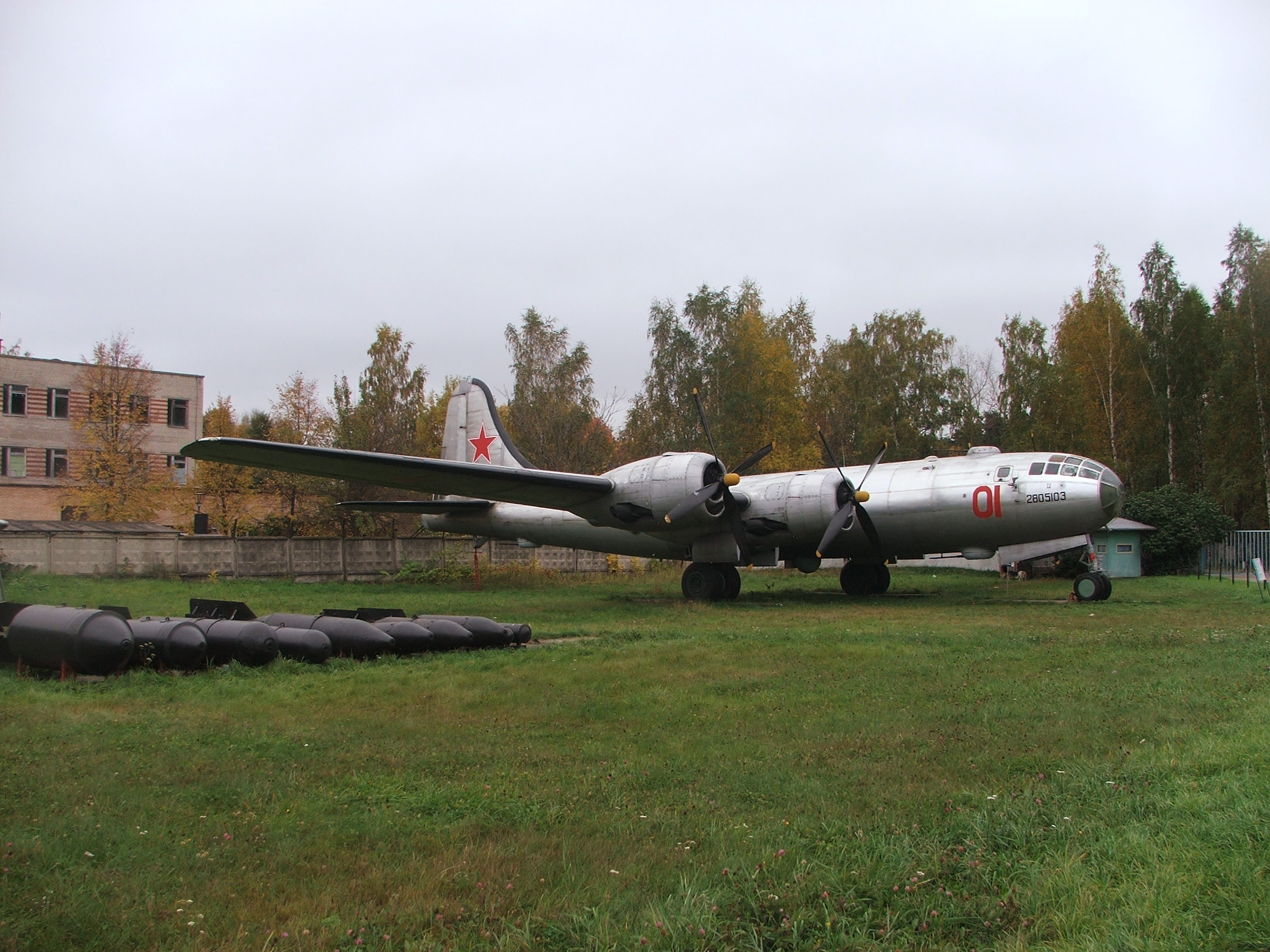
Tu–4

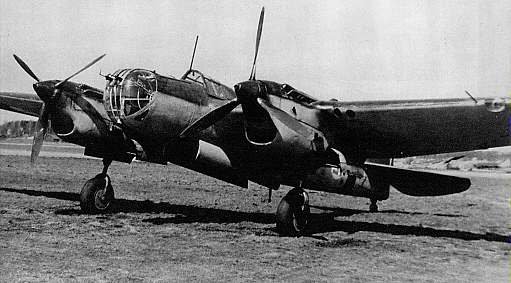
SZB–2

- ANT–1
- ANT–2
- ANT–3/R–3
- ANT–4/TB–1
- ANT–5/I–4
- ANT–6/TB–3
- ANT–7/R–6/KR–6/MR–6
- ANT–8/MDR–2
- ANT–9
- ANT–13/I–8
- ANT–14
- ANT–16/TB–4
- ANT–20 Makszim Gorkij
- ANT–21/MI–3
- ANT–22/MK–1
- ANT–23/I–12
- ANT–25
- ANT–31/I–14
- ANT–40/SZB–2
- Tu–2
- Tu–4
- Tu–10

### Kísérleti repülőgépek

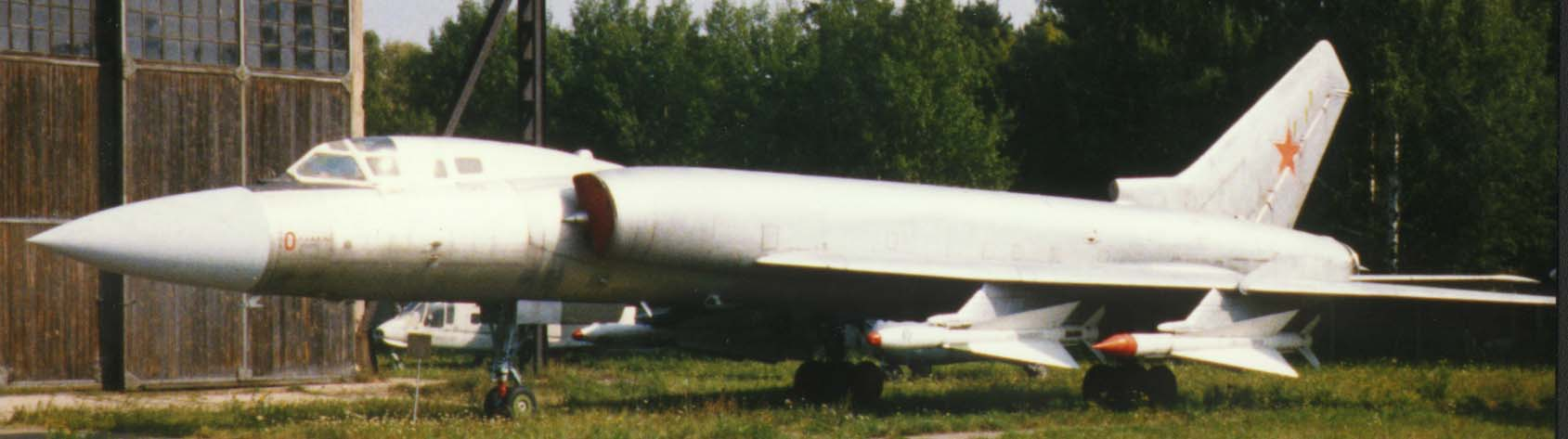
Tu–128

- Tu–1
- Tu–6
- Tu–8
- Tu–12
- Tu–70
- Tu–72
- Tu–73
- Tu–74
- Tu–75
- Tu–80
- Tu–82
- Tu–85
- Tu–91
- Tu–93
- Tu–96
- Tu–98
- Tu–102
- Tu–105
- Tu–107
- Tu–110
- Tu–115
- Tu–116
- Tu–119
- Tu–125
- Tu–155
- Tu–156
- Tu–206
- Tu–216

### Bombázó repülőgépek
- Tu–12
- Tu–14
- Tu–16
- Tu–95
- Tu–142
- Tu–22
- Tu–22M

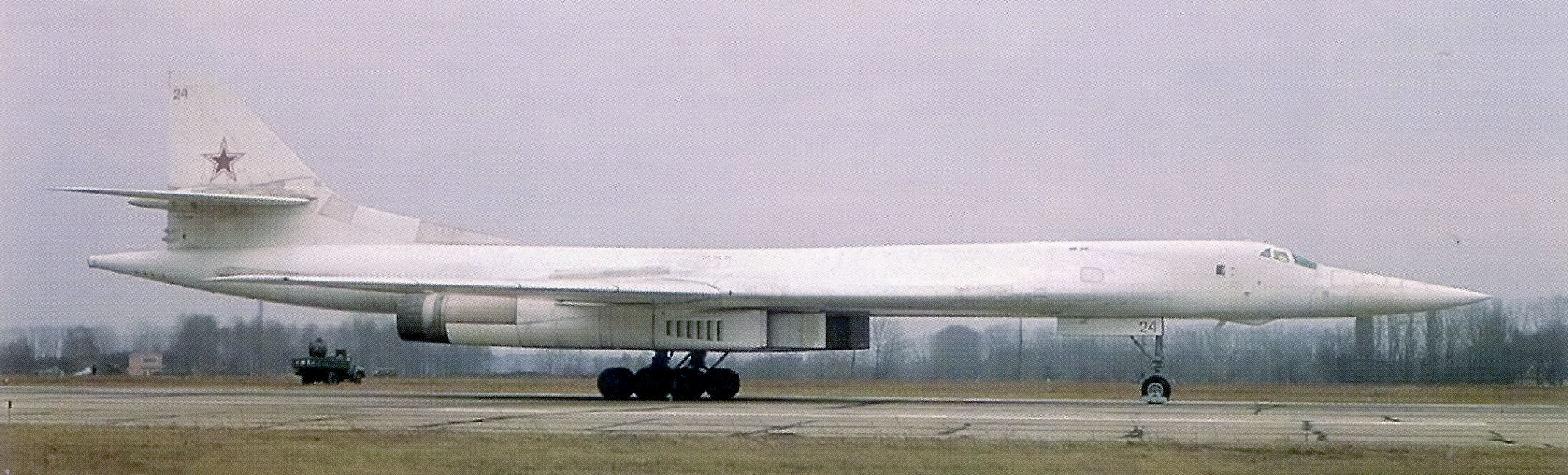
Tu–160

- Tu–126 (légtérellenőrző repülőgép)
- Tu–160

### Vadászrepülőgépek
- Tu–128

### Utasszállító repülőgépek

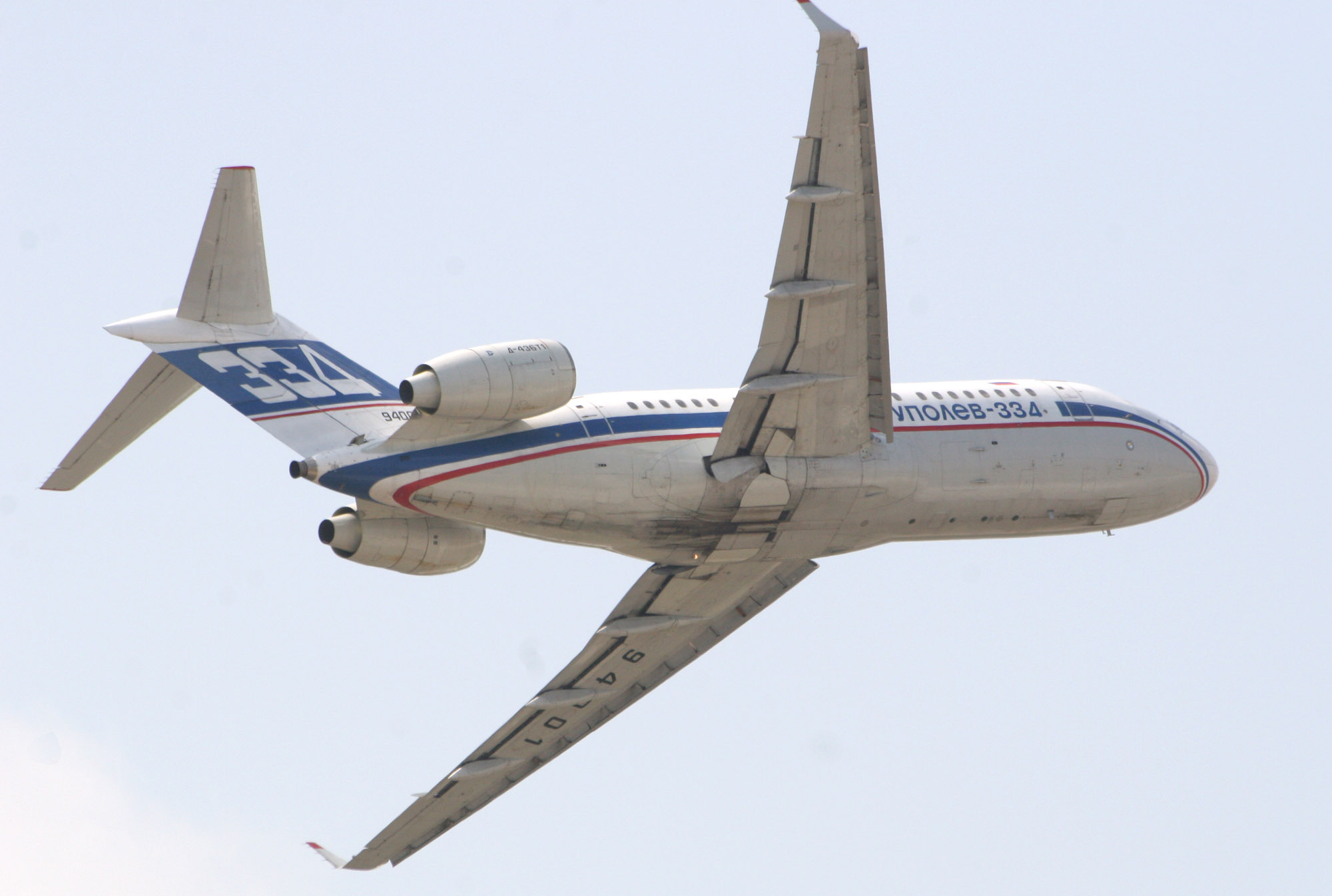
Tu–334

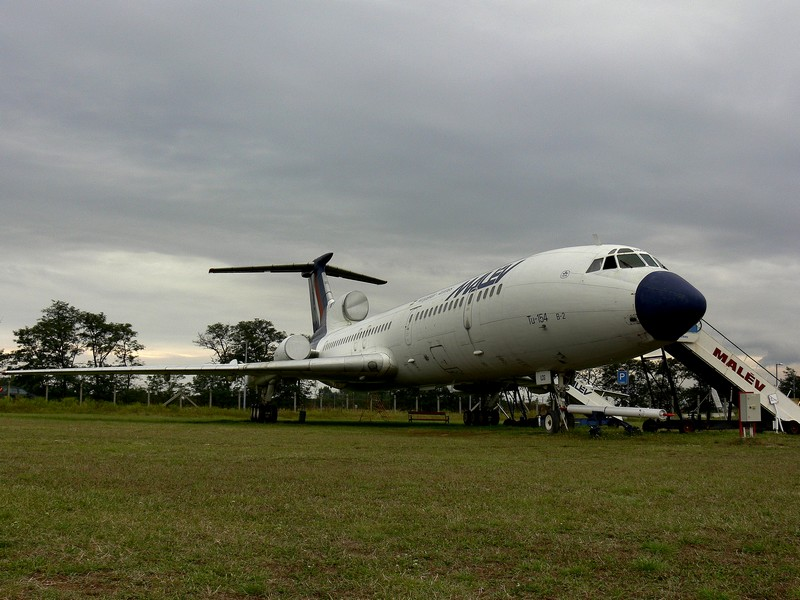
A Malév forgalomból kivont Tu-154 B2-ese

- Tu–104
- Tu–114
- Tu–124
- Tu–134
- Tu–144
- Tu–154
- Tu–204
- Tu–214
- Tu–330
- Tu–334

### Robotrepülőgépek

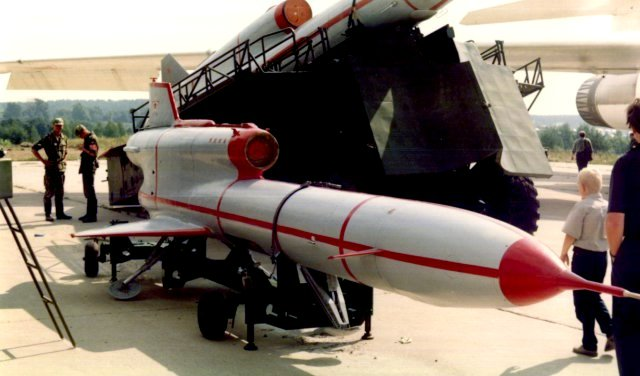
Tu–143

- Tu–121
- Tu–123 Jasztreb
- Tu–139 Jasztreb–2
- Tu–141 Sztrizs
- Tu–143 Rejsz
- Tu–243 Rejsz–D
- Tu–300

### Tervezett repülőgépek
- Tu–444
- Tu–244
- PAK DA (stratégiai bombázó)
- Tu–2000

## Külső hivatkozások
- A Tupoljev vállalat honlapja (oroszul és angolul) Archiválva 2007. február 10-i dátummal a Wayback Machine-ben